# Tryphon trochanteratus
Tryphon trochanteratus (лат.) — вид наездников-ихневмонид из подсемейства Tryphoninae.

## Распространение
Распространён этот вид в Центральной и Северной Европе. На территории бывшего СССР распространён в европейской России, Белоруссии, Грузии, Казахстане, Республике Коми, Украине, Латвии и Литве.

## Описание
Длина передних крыльев: 5—9 мм. Усики состоят из 30—35 сегментов.